# Zimple
Yolotzin César González, mer känd under sitt artistnamn Zimple, född 9 oktober 1991 i Guadalajara i Jalisco är en mexikansk rappare, skådespelare och låtskrivare känd för sina samarbeten med C-Kan, MC Davo och Dharius.

## Biografi
Zimple började samarbeta med C-Kan så tidigt som 2009, då han bodde i Chapala i Jalisco. Zimple medverkar på ett flertal låtar på C-Kan's mest framgångsrika album Voy por el Sueño de Muchos som släpptes 2012 och som guldcertifierades av RIAA i USA 7 år senare, år 2019. Bland annat har han verser på singlarna Voy Por El Sueño De Muchos, Esta Vida Me Encanta och La Vida No La Tienes Comprada som samtliga blev stora hitlåtar, fick goda recensioner och har, med tillhörande musikvideos, visats sammanlagt över 185 miljoner på Youtube.
Hans första soloalbum, Sin Corte, släppte han 2015 via skivbolaget THC Records. Första singeln Mamacita, med rapparen Smoky medverkande fick höga lyssningssiffror. Albumet följdes upp 2016 med Zigo Soñando och efter ett mindre avbrott från musiken återvände han 2019 med albumet Evolucion. 2020 är Zimple numera bosatt i Zacatecas och singeln Préndete un blunt med just C-Kan, MC Davo och Dharius medverkande blev en hit sommaren 2020, och de fyra planerar att släppa ytterligare projekt 2021.

## Diskografi
- 2015 – Sin Corte[4]
- 2016 – Zigo Soñando[4]
- 2019 – Evolucion[4]